# Smilestones Miniaturwelt
In der 2018 eröffneten Smilestones Miniaturwelt in Neuhausen am Rheinfall werden Meilensteine und Szenen der Schweiz im Massstab 1:87 präsentiert, ähnlich der bereits bestehenden Swissminiatur-Anlage. Nach eigenen Angaben ist die Anlage mit über 250 Quadratmetern die grösste öffentliche, überdachte Miniaturwelt der Schweiz. Der Name Smilestones ist die Kurzform von Swiss Milestones (Schweizer Meilensteine).

## Geschichte
Die Smilestones AG wurde am 20. November 2017 mit dem Ziel gegründet, die grösste Miniaturwelt der Schweiz zu erschaffen. Als Standort entschied man sich für eine ehemalige Fabrikhalle der Schweizerischen Industrie-Gesellschaft SIG in unmittelbarer Nähe des Rheinfalls.
Innerhalb eines Jahres wurde der erste Bauabschnitt, das Schweizer Mittelland, fertiggestellt. Die Eröffnung der Anlage erfolgte am 24. November 2018. Im September 2019 kam mit dem Berner Oberland der zweite Bereich dazu. Geplant sind vorerst sechs Themenwelten auf 500–600 Quadratmetern. Als Nächstes soll mit der Bündner Bergwelt eine Winterlandschaft entstehen. Im ersten Betriebsjahr besuchten etwas mehr als 50'000 Gäste die Miniaturwelt.

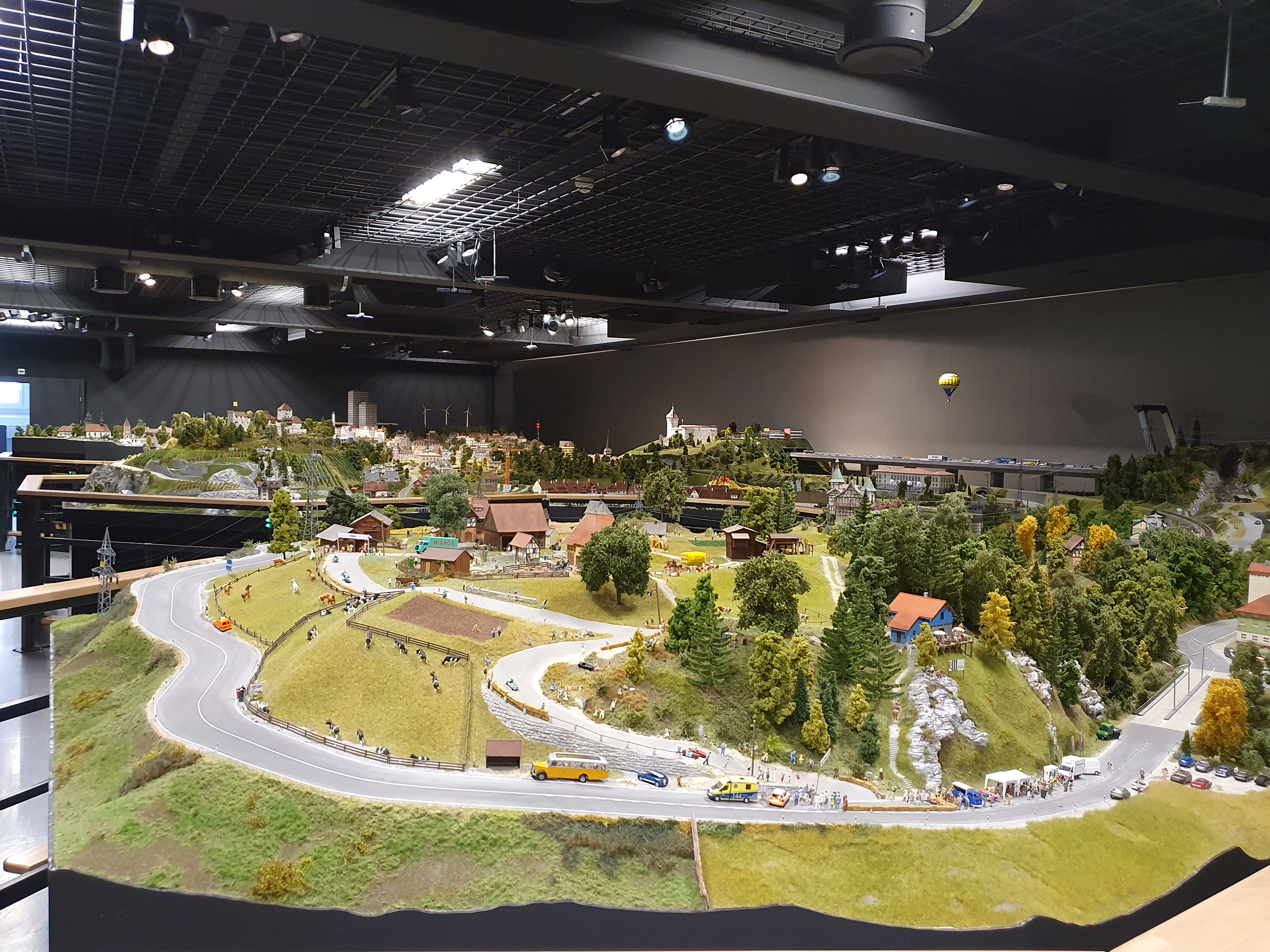
Erster Abschnitt, Ostschweiz. Blick in Richtung Schaffhausen mit dem Munot

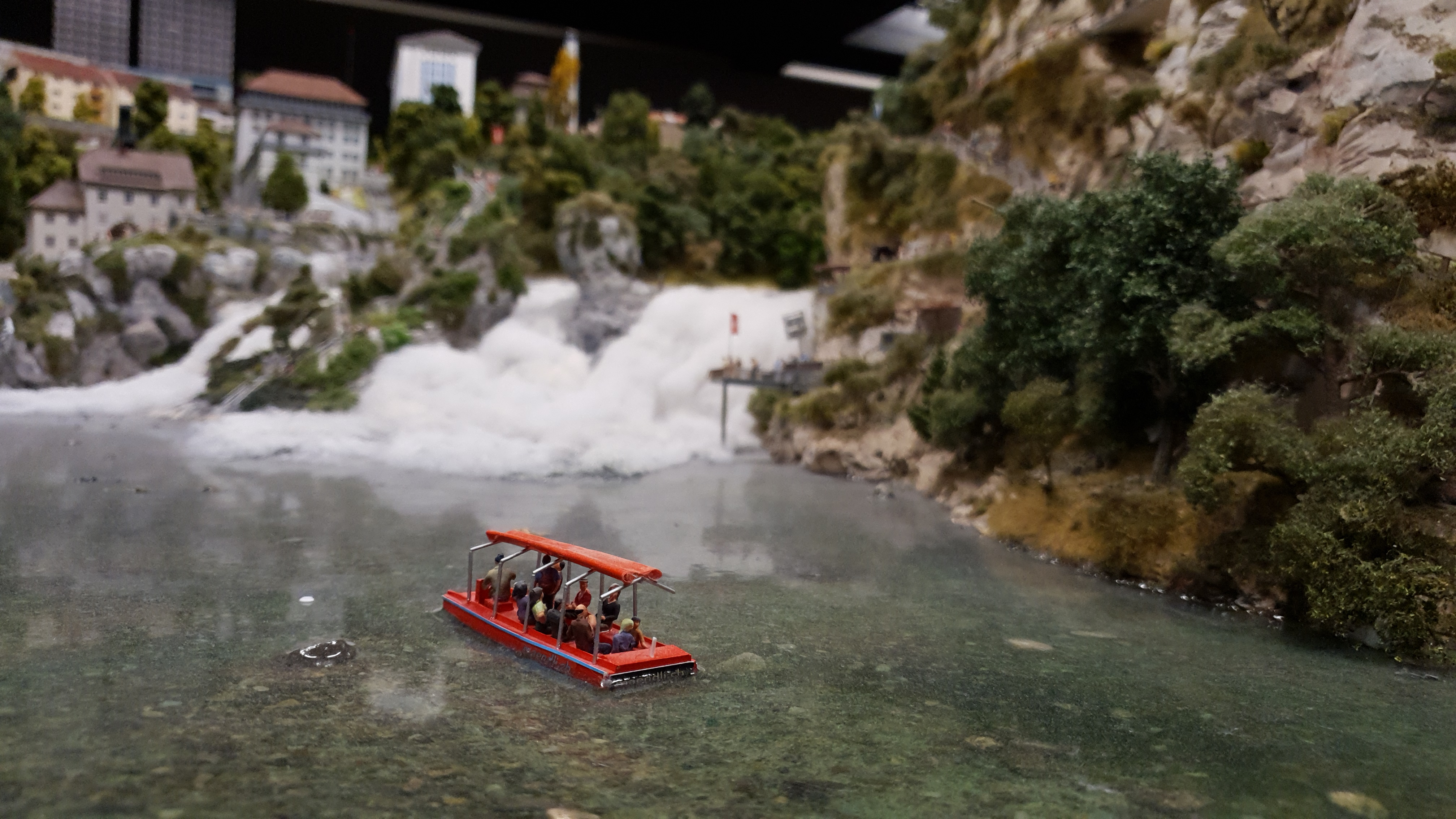
Rheinfall mit Schiff

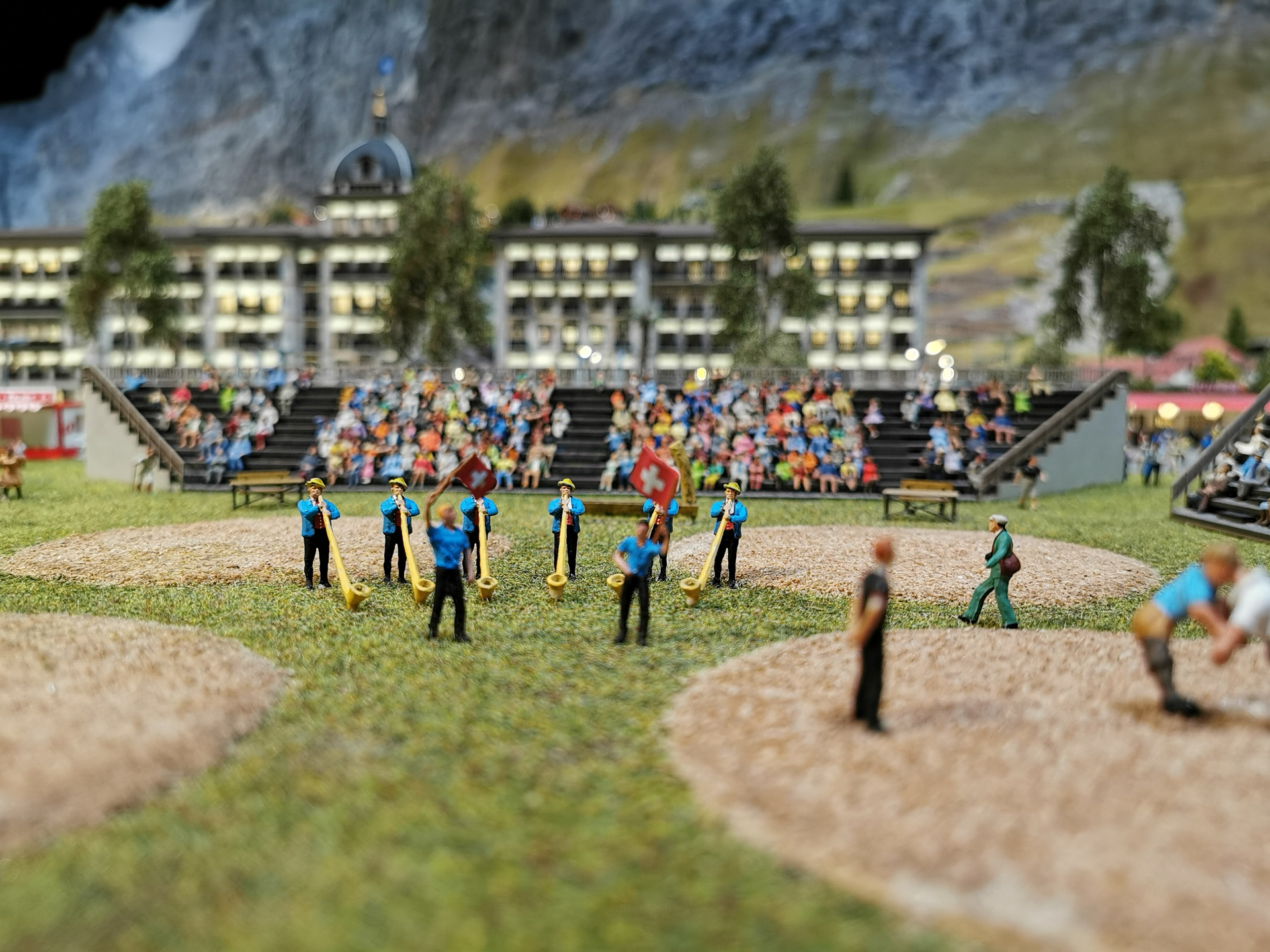
Schwingfest im Berner Oberland

## Anlage
Der Besucher begibt sich durch eine Schleuse in die Ausstellung. Dabei wird er zuerst mit einem Kurzfilm in die Welt eines Lokführers versetzt, der durch die Miniaturwelt fährt. Danach betritt man den ersten Bereich, die sogenannte erste «Welt», die vom Rheinfall bis zum Säntis führt. Dazwischen werden die Altstädte von Stein am Rhein und Schaffhausen sowie «Mostindien» und das Appenzellerland dargestellt. Die zweite «Welt» führt durch das Berner Oberland mit den Bergen Eiger, Mönch, Jungfrau und der Stadt Interlaken als Zentrum.
Bei der aus Styropor und Gips modellierten Landschaft mit Städten, Bergen und Schlössern liegt der Fokus auf den vielen Details und Szenen des Alltags sowie der einen oder anderen Darstellung aus der Fantasie. So sieht man die drei Eidgenossen, die den Rütlischwur proben, zwei Fahrradfahrer, die einen See umrunden, oder eine Abstimmung in einer Appenzeller Landsgemeinde.
Um diese Szenen zu erschaffen, wurden gut 23'000 Figuren, 12'000 Bäumchen, 550 Gebäude und 700 Fahrzeuge auf der Anlage platziert. Ausserdem verkehren 120 Modelleisenbahn-Züge auf den 1300 Metern Schienen der Spurweite H0 und H0m. Es sind immer nur etwa 30 gleichzeitig in Bewegung, die übrigen befinden sich hinter den Kulissen in einem Schattenbahnhof und kühlen sich ab.

## Besonderheiten
Mit Hilfe von verschiedenen Bewegungsknöpfen können einzelne Figuren oder Gegenstände selber in Bewegung gesetzt werden, wie beispielsweise die Säntis-Schwebebahn oder ein Gleitschirmflieger. Lindt & Sprüngli-Schokoladenfabrik wirft auf Knopfdruck eine Schokokugel aus. Überdies werden Tag und Nacht simuliert.

## Technik
Neben Zügen verkehren Autos und weitere Motorfahrzeuge auf den magnetischen Fahrbahnen, die computergesteuert untereinander koordiniert werden. Über der Anlage ist ein Satellitensystem installiert, das Ultraschallimpulse von den verschiedenen Fahrzeugen erhält. So kann die Position der Fahrzeuge zentimetergenau gemessen und über Funk die Geschwindigkeit und das Fahrverhalten reguliert werden. So stoppt ein Auto beispielsweise automatisch beim entsprechenden Stoppsignal, wenn sich die Bahnschranke eines Bahnübergangs senkt, weil ein Zug naht. Die verschiedenen Systeme stellen hohe Anforderungen an die Energieversorgung. Daher garantieren fünf verschiedene Stromversorgungen, die mit drei Phasen abgesichert sind, dass die Anlage immer einsatzfähig ist.